# Holomelina belfragei
Holomelina belfragei är en fjärilsart som beskrevs av Richard Harper Stretch 1885. Holomelina belfragei ingår i släktet Holomelina och familjen björnspinnare. Inga underarter finns listade i Catalogue of Life.